# Radovan Košutić
Radovan Košutić (ur. 20 lutego 1866 w Rumie, zm. 9 kwietnia 1949 w Opovie) – serbski slawista, twórca serbskiej polonistyki.

## Życiorys

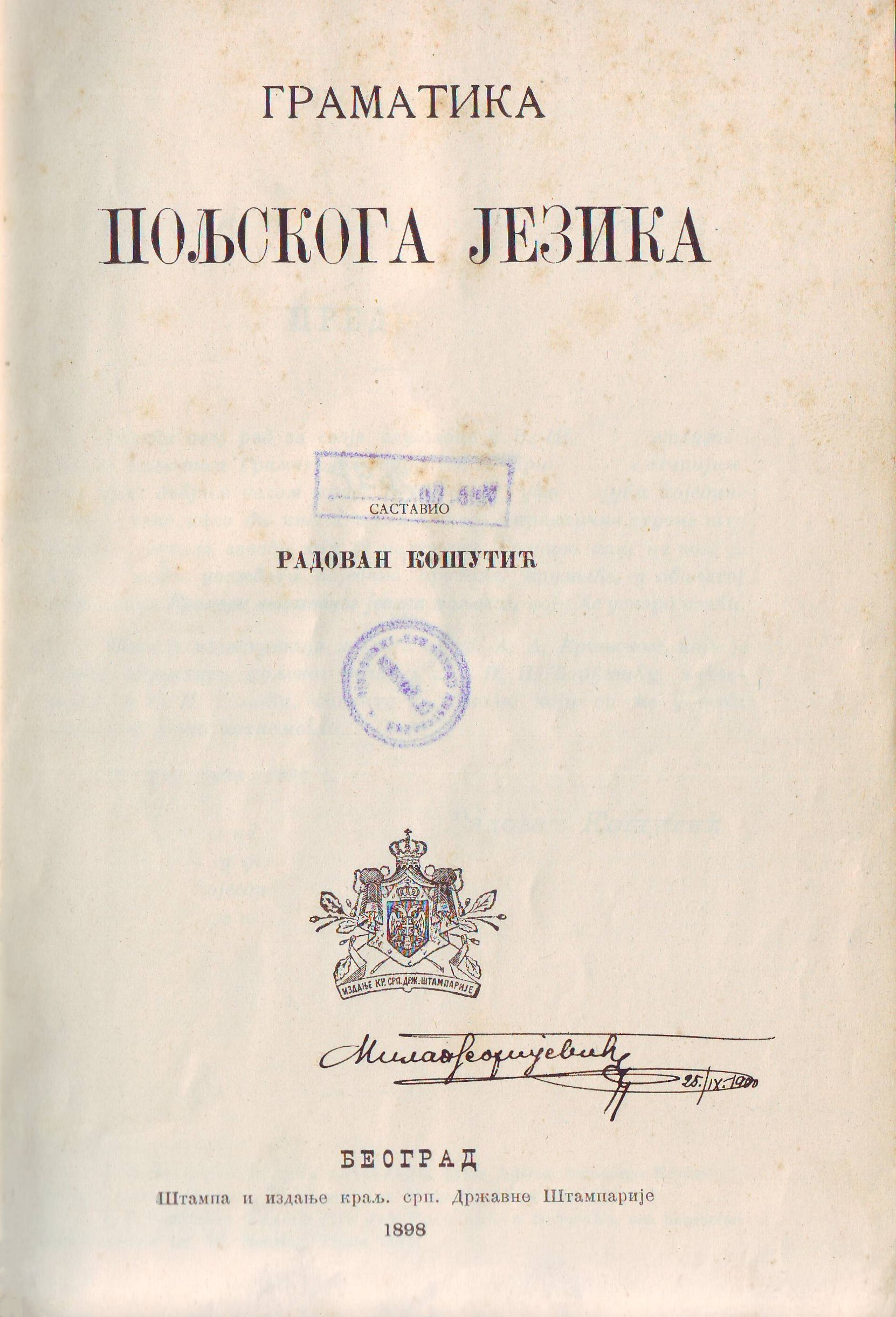
Gramatika poljskoga jezika

Po ukończeniu szkoły średniej przez trzy semestry studiował na Wydziale Filozoficznym Uniwersytetu Wiedeńskiego. Potem podróżował po Europie odwiedzając różne uniwersytety. Mieszkał przez krótki okres w Pradze (1886) gdzie studiował przez jeden semestr, potem w Krakowie (kolejny semestr), Lwowie (trzy semestry) i Warszawie.
W 1887 roku Krakowie zapisał się na studia na Wydziale Filozofii Uniwersytetu Jagiellońskiego i uczestniczył w zajęciach semestru letniego. Dzięki pobytowi w Krakowie poznał język polski. Jesienią przeniósł się do Lwowa i został słuchaczem Wydziału Filozoficznego Uniwersytetu, aby studiować literaturę polską. Działał w kółku słowiańskim, wygłaszając odczyty i przewodnicząc jego pracom. W grudniu został aresztowany, a policja przeprowadziła w jego mieszkaniu rewizję. Powodem była prowadzona przez niego „agitacja panslawistyczna”. Z aresztu wyszedł po 3 dniach, gdyż w zabranych dokumentach nie znaleziono żadnych dowodów winy. Studia ukończył w 1890 roku na Uniwersytecie Wiedeńskim. Potem wyjechał do Petersburga, gdzie przez 3 lata studiował język i literaturę rosyjską.
W 1899 roku przyjechał na kilka tygodni do Warszawy.
Radovan Košutić jest twórcą serbskiej polonistyki. W 1898 roku opublikował Gramatika poljskoga jezika (Gramatykę języka polskiego). Zawierała ona: ćwiczenia językowe, wskazówki gramatyczne, komentarze historyczne, wybór tekstów i mały słowniczek. Ćwiczenia językowe przygotował na podstawie tekstów znanych polskich pisarzy, w tym Mickiewicza i Słowackiego. W 1901 roku wydał Primeri poljskoga književnoga jezika oraz Poljsko-srpski rečnik (Słownik polsko-serbski). Od 1895 roku wykładał język rosyjski i inne języki słowiańskie w Szkole Wielkiej (Wełika Szkoła) w Belgradzie. Prowadził też cykl wykładów i oraz trzymiesięczne kursy języka polskiego. Były one organizowane aż do wybuchu II wojny światowej.
Gdy w 1905 roku Wielka Szkoła została przekształcona w Uniwersytet został adiunktem. W latach 1914–1919 przebywał w Rosji. Po powrocie do Belgradu został profesorem nadzwyczajnym, w 1922 roku zwyczajnym. Na emeryturę przeszedł w 1936 roku, ale do 1941 roku prowadził zajęcia na pół etatu W 1928 został członkiem korespondentem Akademii Nauk ZSRR, a w 1929 – Instytutu Słowiańskiego w Pradze.

## Nagrody i odznaczenia
W 1900 roku uczestniczył w obchodach 500-lecia odnowienia Uniwersytetu Jagiellońskiego, które odbyły się w czerwcu 1900 roku. Uniwersytet przyznał mu tytuł doktora honoris causa.

## Upamiętnienie
- W uznaniu zasług Košuticia Towarzystwo Słowiańskie Serbii (Slavističko društvo Srbije) od 2014 roku przyznaje nagrodę jego imienia[15]